# Montebello, Palenque
Montebello är en ort i Mexiko.   Den ligger i kommunen Palenque och delstaten Chiapas, i den sydöstra delen av landet, 800 km öster om huvudstaden Mexico City. Montebello ligger 157 meter över havet och antalet invånare är 111.
Terrängen runt Montebello är huvudsakligen kuperad, men österut är den platt. Runt Montebello är det glesbefolkat, med 16 invånare per kvadratkilometer. Närmaste större samhälle är Cristóbal Colón, 13,7 km väster om Montebello. I omgivningarna runt Montebello växer i huvudsak städsegrön lövskog.